# Goodnightiella impar
Genre
Synonymes
- Prosampycoides Soares & Bauab-Vianna, 1972

Espèce
Synonymes
- Prosampycoides spinipes Soares & Bauab-Vianna, 1972

Goodnightiella impar, unique représentant du genre Goodnightiella, est une espèce d'opilions laniatores de la famille des Gonyleptidae.

## Distribution
Cette espèce est endémique du Brésil. Elle se rencontre dans les États du Paraná, de São Paulo et du Minas Gerais.

## Description
Le mâle holotype mesure 6,00 mm et la femelle paratype 7,50 mm.

## Étymologie
Ce genre est nommé en l'honneur de Clarence et Marie Louise Goodnight.

## Publication originale
- Soares & Soares, 1945 : « Novos opiliões de Campos do Jordão coligidos pelo Dr. Petr Wygodzinsky (Opiliones - Gonyleptidae). » Papeis Avulsos do Departamento de Zoologia, vol. 5, no 31, p. 287–294.